# Tratatul de la Paris (1763)
Tratatul de la Paris din 1763 (adesea numit Pacea de la Paris ori Tratatul din 1763) a fost semnat la 10 februarie 1763 de regatele Marii Britanii, Franței și Spaniei, având Portugalia ca parte a înțelegerii. Alături de Tratatul de la Hubertusburg, acest tratat a pus capăt Războiului de șapte ani.  Ambele tratate au marcat începuturile unei dominații coloniale fără precedent a Marii Britanii, și anume cea a imperiului colonial britanic mondial, cunoscut sub sintagma „imperiul în care soarele nu apune niciodată”. 
Tratatul a fost semnat după trei ani de negocieri, care fuseseră începute după capitularea Noii Franțe în fața britanicilor. Guvernatorul Vaudreuil, care condusese colonia Noua Franță până atunci, a semnat Articolele capitulării la 8 septembrie 1760. 